# Saló de maig
El Saló de maig (1956-1969), conegut en plural com a Salons de maig i en castellà com als Salones de mayo fou un certamen anual creat per l'Associació d'Artistes Actuals, amb l'objectiu de contribuir a trencar amb la situació de marginalitat que patien les tendències post-impressionistes a Barcelona i Catalunya en la dècada dels 1950 i 1960 i, complementàriament, per trobar en el sector privat el suport econòmic a les seves activitats professionals, atesa les poques facilitats que rebien de les institucions oficials.
Impulsat per la junta directiva de l'Associació d'Artistes Actuals que presidia Alexandre Cirici a semblança del saló organitzat per la parisenca Société des Artistes Indépendants, fou un cèlebre punt de trobada d'artistes, crític i públic, que aplegà en les seves tretze edicions més de 900 artistes de Catalunya i també d'àmbit internacional, i es considera una acció precedent del que esdevindria el Museu d'Art Contemporani de Barcelona.
Va tenir seu a l'antiga capella de l'Hospital de la Santa Creu de Barcelona i també, en les seves darreres edicions, al Parc de la Ciutadella de Barcelona. Varen presidir el Saló de maig Emili Bosch Roger (1957), Laurent Jiménez-Balaguer (1957), Ramon Rogent i Perés (1958), Antoni Cumella (1959), i Santiago Surós Forns (1960-1969).